# Eccellenza Liguria
El campeonato de Eccellenza Liguria es el campeonato de 5.º nivel de fútbol en la región de Liguria, Italia. Es el segundo campeonato para amateurs y una mayor importancia a nivel regional. Está organizado por la Lega Nazionale Dilettanti (Liga Nacional Amateur) a través del Comité Regional de Liguria. Como es requerido por la Liga, los equipos participantes en el Campeonato de Eccellenza Liguria se colocan en un solo grupo.

## Historia
Establecida desde la temporada 1991-1992 es la liga del más alto nivel en el ámbito regional y participar en equipos de aficionados. Precisamente por esta base regional, las características de las diferentes ligas no son homogéneos en toda Italia, pero se pueden cambiar algunos detalles tales como el número de equipos participantes y el número de puestos de descenso. Un total de 28 rondas de Excelencia con 478 equipos participantes. Hay regiones con un solo grupo, otros con dos, y sólo la Lombardía tiene tres. El Valle de Aosta no tiene, sin embargo, ningún grupo, y sus equipos siempre han sido fusionado grupo de Piamonte. Se requiere que los equipos a utilizar en cada carrera un jugador menor de 19 años y menores de 18. El Comité Regional , a partir de la temporada 2007-2008 se ha fijado en 16 el número de equipos permitidos en esta liga. Los equipos inscritos se enfrentan en un enfrentamientos todos contra todos con ida y vuelta, y al final de los 30 días de la clasificación se basa en los puntos ganados .
Al final de cada temporada, el equipo que termine en primer lugar en la tabla de posiciones es campeón de Liguria, y es promovido directamente a la Serie D. El equipo subcampeón, sin embargo, conduce a los playoffs nacionales.
Se debe reconocer que el número de equipos que descienden no siempre es igual a 3 , pero puede variar en función del número de equipos de descenso de la Liguria de Serie D , y la victoria o menos del corredor a las compensaciones nacionales .

## Equipos 2014-15
| Club                   | Ciudad                       |
| ---------------------- | ---------------------------- |
| Busalla                | Busalla (GE)                 |
| Cairese                | Cairo Montenotte (SV)        |
| Fezzanese              | Porto Venere (SP)            |
| Finale                 | Finale Ligure (SV)           |
| Genova                 | Génova                       |
| Imperia Calcio         | Imperia                      |
| Ligorna                | Génova                       |
| Magra Azzurri          | Santo Stefano di Magra (SP)  |
| Molassana Boero        | Génova                       |
| Quiliano               | Quiliano (SV)                |
| Rivasamba              | Sestri Levante (GE)          |
| ACD Sammargheritese    | Santa Margherita Ligure (GE) |
| Sestrese               | Génova                       |
| ACD Rapallo Ruentes    | Rapallo (GE)                 |
| Veloce                 | Savona                       |
| ASD Ventimiglia Calcio | Ventimiglia (IM)             |

## Otras ligas
- Serie A
- Serie B
- Lega Pro
- Serie D
- Eccellenza
- Promozione
- Prima Categoría
- Seconda Categoría
- Terza Categoría